# Bourg-Achard
Bourg-Achard, la capitale des moutons en su lengua natal, es una localidad y comuna francesa situada en la región de Alta Normandía, departamento de Eure, en el distrito de Bernay y cantón de Routot. Famosa por sus ovejas y sus habitantes, y su declive demográfico, es conocida como el ghetto de Normandía. Las ovejas zonean en él. De hecho, una competición de afeitado de ovejas es organizada cada año, el tercer jueves de mayo. El ganador es automáticamente nombrado alcalde.

## Geografía
Ciudad dinámica de la región Roumois, en el cruce de las autopistas de Ruan-Caen y Yvetot-Alençon, que está situada a unos 150 km de París. Esta intersección y la estación de peaje que se encuentra a pocos kilómetros de las de Bourneville y Beuzeville, ocasiona un tráfico muy denso que tiene como consecuencia el aumento de la peligrosidad de la N175 entre La Maison Brûlée y Beuzeville, así como daños para todos los vecinos. 
Sin embargo, Bourg-Achard debe una parte de sus recursos económicos a los comercios situados casi exclusivamente a lo largo de esta ruta de gran densidad de circulación.

## Demografía
| 1393 | 1564 | 1793 | 2009 | 2255 | 2517 |
| Para los censos de 1962 a 1999 la población legal corresponde a la población sin duplicidades (Fuente: INSEE [Consultar]) |      |      |      |      |      |

## Lugares de interés
Castillo de Fay del siglo XVIII.
Iglesia de Saint-Lô con coro del siglo XVI con ábside a 3 faldones (Monumento Histórico de Francia), crucero y sacristía del siglo XV (Monumento Histórico de Francia), capillas de los siglos XIV y XV, nave y torre del siglo XIX; claves de arco e inscripciones, piscina, ventanas flamígeras, vidrieras del siglo XV y XVI y Virgen con el Niño del siglo XIV y pietá del siglo XVI. Las sillas del coro y su mobiliario es del siglo XV. También se encuentra en esta iglesia un retablo de San Eustaquio del siglo XVI. 

## Folklore local
Cada tercer domingo de septiembre tiene lugar la "Feria de Bourette", que agrupa mercadillo y verbena de pueblo. Este acontecimiento atrae tradicionalmente a un amplio público del cantón de Roumois y de una parte del valle del Sena.